# Philonotis africana
Philonotis africana là một loài rêu trong họ Bartramiaceae. Loài này được Müll. Hal. Rehmann ex Paris mô tả khoa học đầu tiên năm 1900.